# 弦楽四重奏曲変ロ長調 (チャイコフスキー)
弦楽四重奏曲 変ロ長調は、チャイコフスキーが初期に作曲した弦楽四重奏曲。2018年現在は1楽章のみ残されている。

## 概要
当時サンクトペテルブルク音楽院の学生であったチャイコフスキーは、1863年から翌年にかけて弦4部を主体とした室内楽的作品を、楽器法の課題実習のような形（習作）で、10曲あまりも作曲した。それらを締めくくるものとして、卒業の年の1865年に変ロ長調の弦楽四重奏曲を作曲し、その第1楽章が同年11月11日に音楽院の学生たちの手によって初演された。出版は1940年になってようやくなされた。
現在はなぜか第1楽章しか残っていないが、学生の実習から脱皮して、プロの作曲家を意識したチャイコフスキーの意欲を物語る小品として、若き日の彼の作風・書法を考える上で見逃せない作品となっている。

## 構成
1楽章のみであるが、403小節に達する。演奏時間は約13分。
- アダージョ・ミステリオーソ―アレグロ・コン・モルト―アダージョ・ミステリオーソ

曲はかすかながら、第1番の第1楽章に似通う形をとっている。ソナタ主部が、ゆるやかな序奏の楽想と、曲の終わりの方でも生きてくる緩徐の部分によってはさまれて、対比の面白さを見せてくれる。